# Cecropia concolor
Cecropia concolor är en nässelväxtart som beskrevs av Carl Ludwig von Willdenow. Cecropia concolor ingår i släktet Cecropia och familjen nässelväxter. Inga underarter finns listade i Catalogue of Life.